# Amilcar Zannoni
Pour les articles homonymes, voir Zannoni.
Amilcar Zannoni, né le 7 août 1922 à Bagno di Romagna en Émilie-Romagne (Italie) et mort le 6 juin 2009 à Jœuf en Meurthe-et-Moselle (France), est un sculpteur français d'origine italienne qui s'est spécialisé dans la sculpture sur acier.
Il est aussi le parrain du collège d'Aumetz en Moselle où il vient au moins une fois tous les ans pour rendre visite aux élèves.
L'Amilcar est un prix qui récompense les œuvres primées du festival du film italien de Villerupt. Le trophée du festival est une œuvre sculptée par Amilcar Zannoni qui est remise aux lauréats.

## Biographie
Les parents d'Amilcar, Carlo Zannoni et Giovanna Casetti, se marient à Bagno di Romagna le 1er mai 1919. De leur union nait Amilcar, deuxième des trois enfants. À la fin de 1924 la famille quitte l’Italie pour s’installer définitivement à Moutiers.
Amilcar Zannoni se marie avec Marguerite Bravetti le 8 septembre 1945. De cette union naissent un garçon, Jean-Claude et une fille Nelly.
Il est embauché le 8 septembre 1945 à la mine de fer de Moutiers.
Amilcar Zannoni meurt le 6 juin 2009 à Moutiers où il est inhumé.

## Œuvres
Amilcar Zannoni s’essaie pour la première fois à la sculpture, début octobre-fin décembre 1959, au cours d'un séjour à la maison de repos des mineurs de Vence.
En mars 1962 il décore l’église de Moutiers et, en mai 1971, il crée le magnifique monument de Valleroy dédié aux soldats soviétiques morts en déportation.
Il expose trois années de suite (1971, 1972 et 1973) au salon des artistes français à Paris, puis il expose en 1972, 1973 et 1974 au musée Galliera : les peintres témoins de leur temps.
Il participe en septembre 1981 à l'exposition de Minsk en Biélorussie.
En 1997, au château de Stanislas à Commercy, il réalise une œuvre intitulée Jour de Colère, jour d'Espérance en hommage aux forgerons et aux tréfileurs. Elle est constituée de 7 étranges personnages filiformes —  marque de fabrique d'un artiste lorrain d'origine italienne — disposés sur une fontaine située non loin du château.
Pendant l'été 2008 ses œuvres sont présentées au centre mondial de la paix de Verdun lors d'une exposition intitulée Œuvre d'humanité, de la souffrance à l'espoir.
On lui doit également le monument aux victimes du travail de Moutiers.

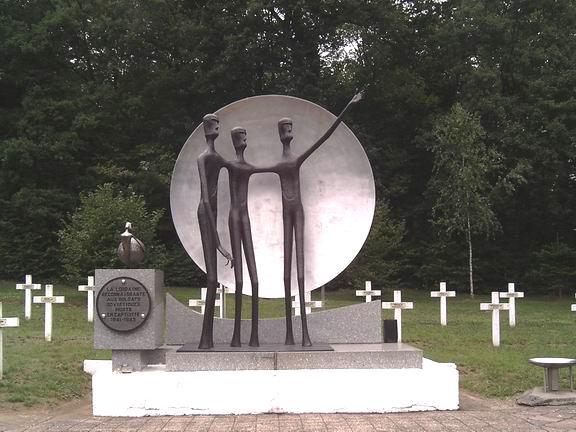
Stèle du cimetière russe (mai 1971, Valleroy).

## Distinctions
Amilcar Zannoni est nommé  Chevalier de la Légion d'honneur par décret du 31 décembre 1999.

## Hommages
Le nom d'Amilcar Zannoni est donné au nouveau collège d'Homécourt, mis en service le 4 janvier 2021.